# Boffres
Boffres är en kommun i departementet Ardèche i regionen Auvergne-Rhône-Alpes i sydöstra Frankrike. Kommunen ligger  i kantonen Vernoux-en-Vivarais som ligger i arrondissementet Tournon-sur-Rhône. År 2022 hade Boffres 618 invånare.

## Befolkningsutveckling
Antalet invånare i kommunen Boffres
Referens: INSEE

## Galleri

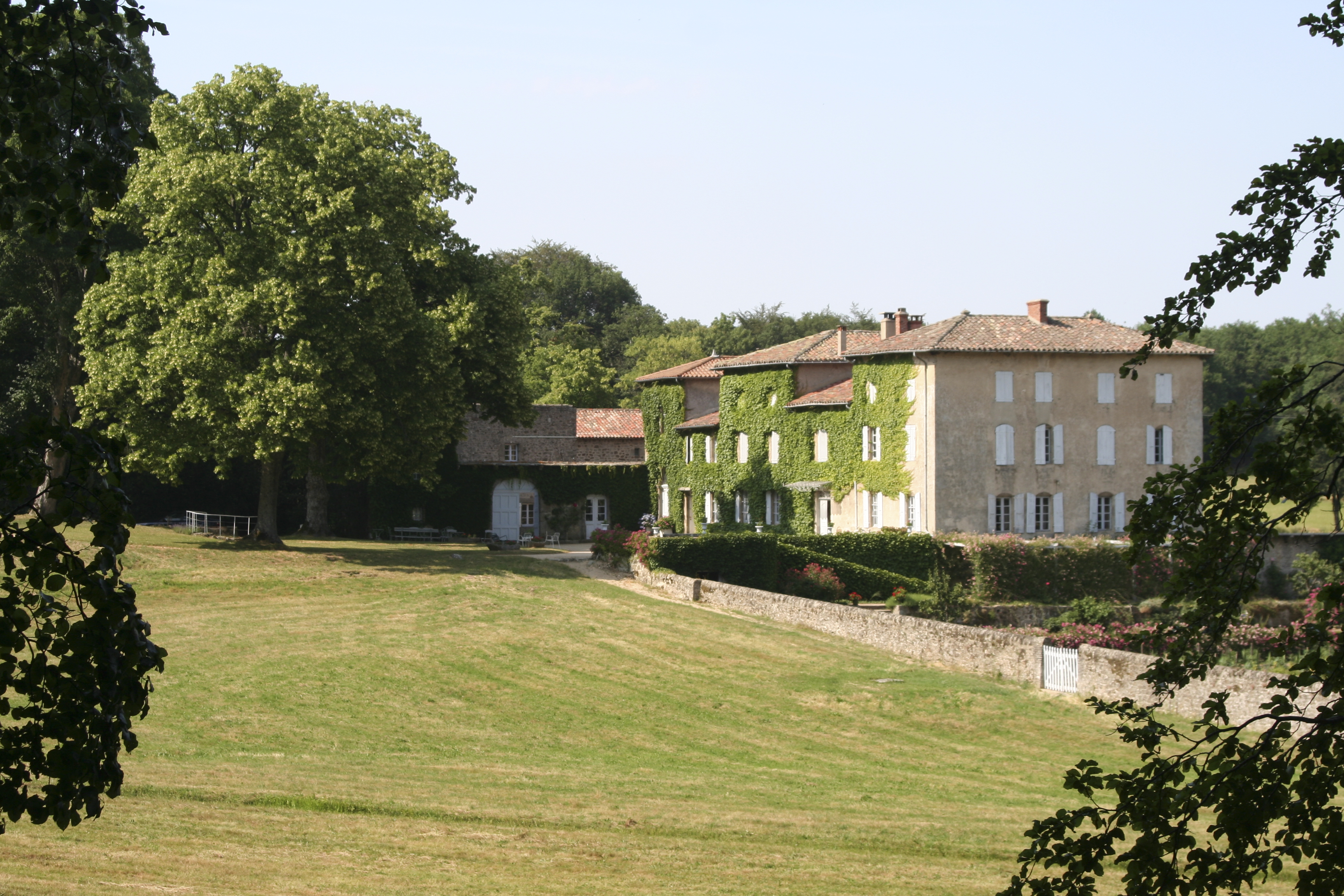
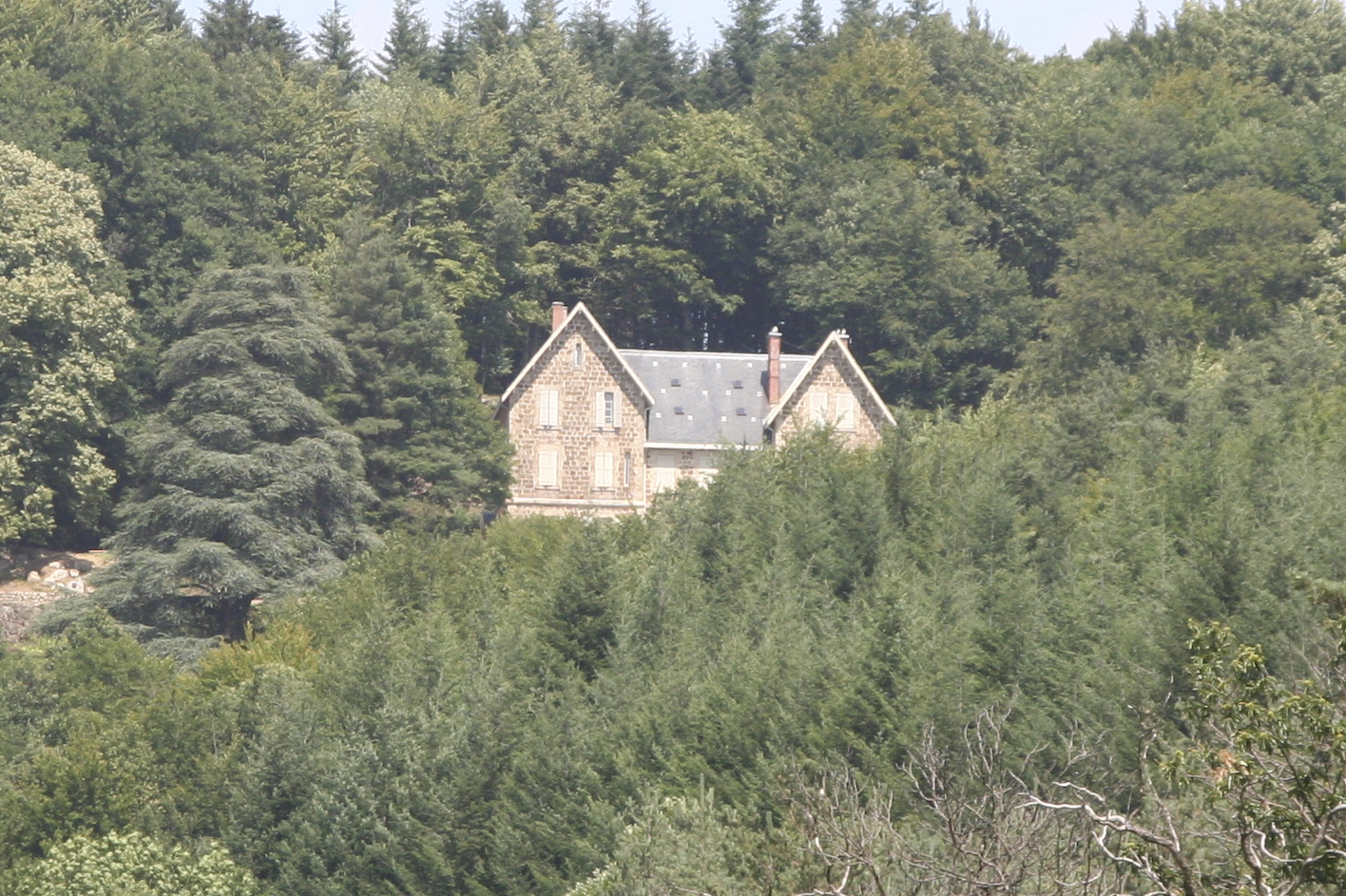
Château Perier
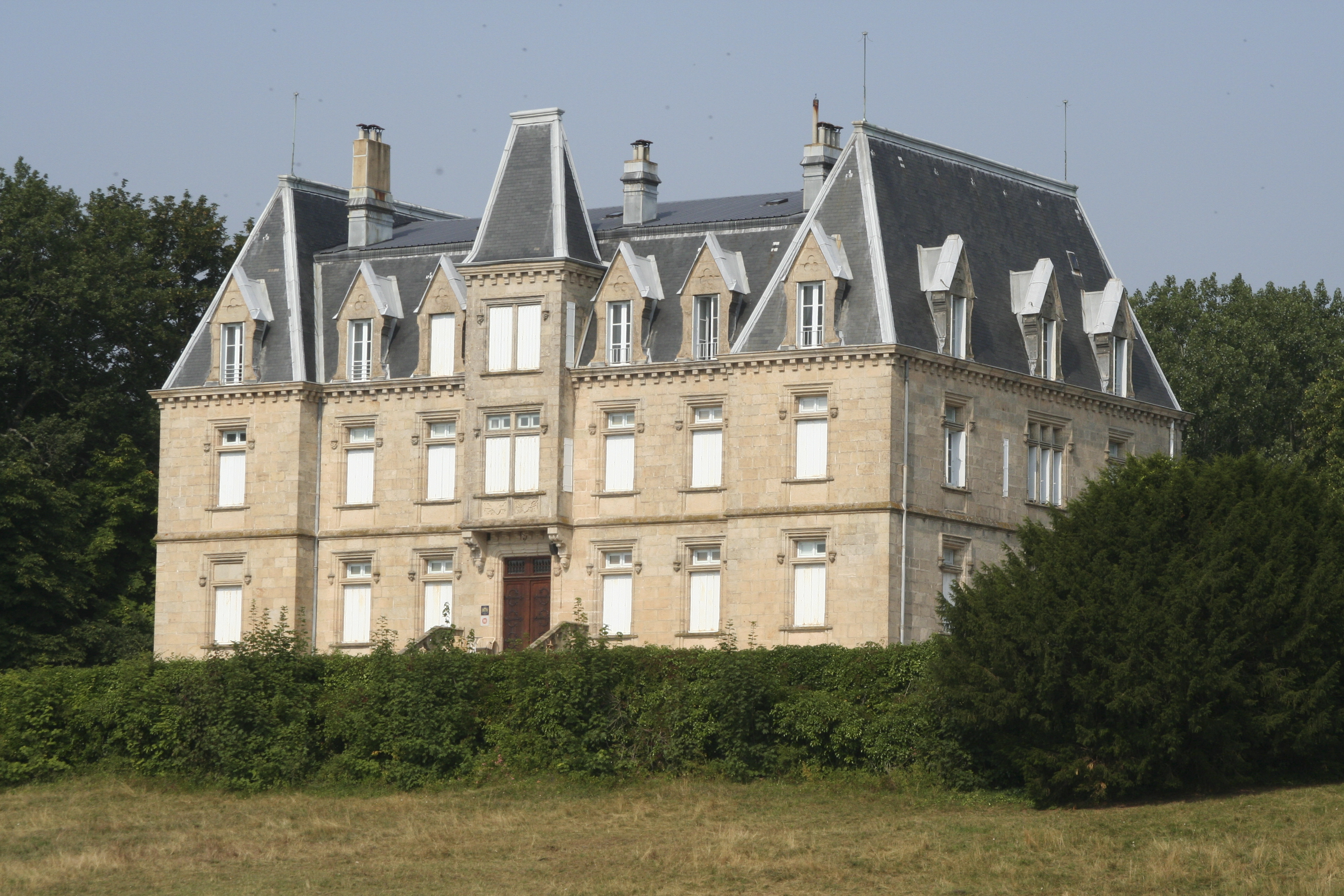
Château des Faugs
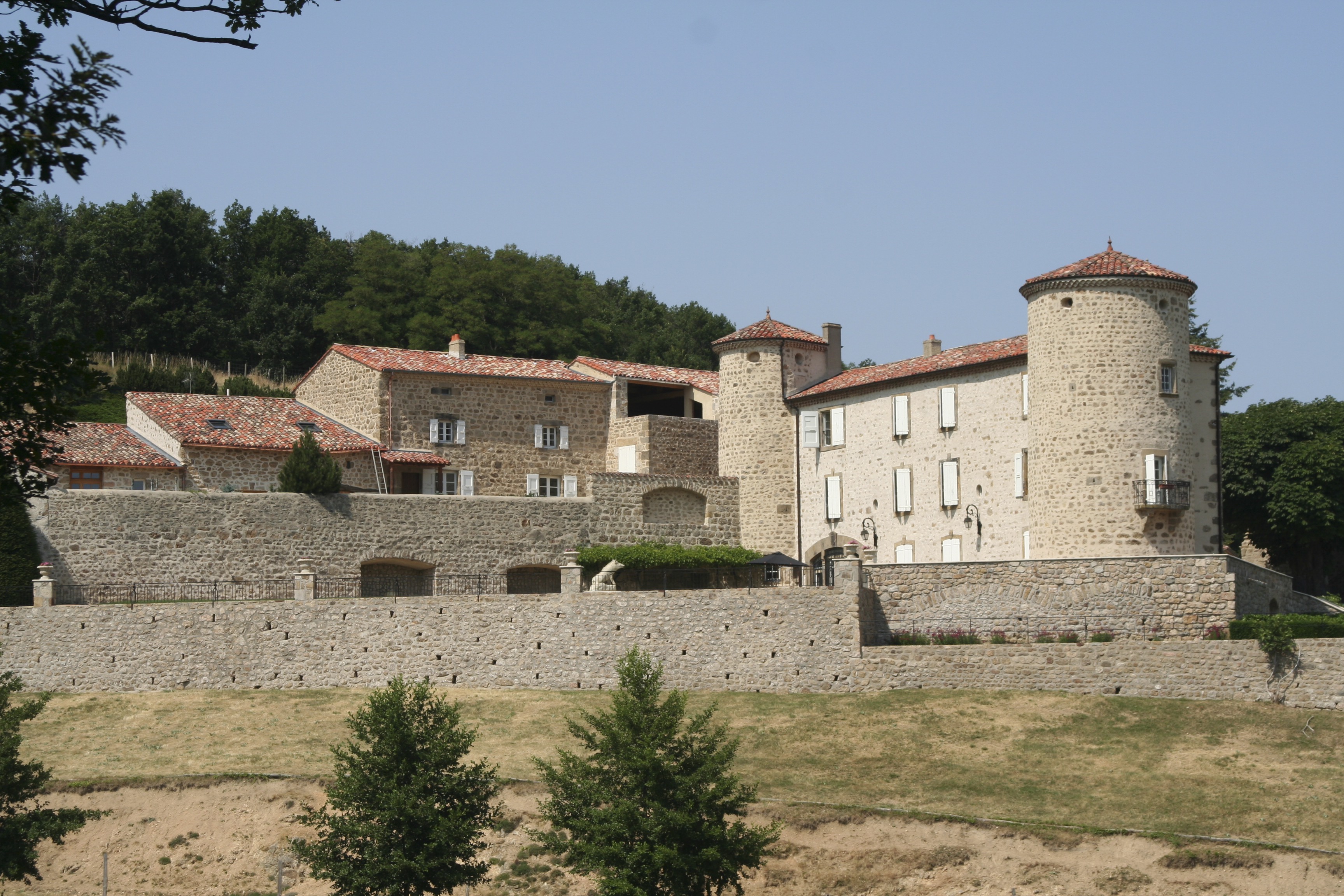
Château de Cachard